# Anergui
Anergui (franska: Anergui (CR), Anergui (Commune Rurale), arabiska: أيت اوقبلي) är en kommun i Marocko.   Den ligger i provinsen Azilal och regionen Béni Mellal-Khénifra, i den nordöstra delen av landet, 230 km söder om huvudstaden Rabat. Antalet invånare är 3 361.